# سيمون تورنبول
سيمون تورنبول (بالإنجليزية: Simon Turnbull)‏ هو منجم أسترالي، ولد في 10 مايو 1950 في سيدني في أستراليا، وتوفي في 6 نوفمبر 2014.